# Ray Wilko
Ray Wilko (* 20. Dezember 1968 in Bern; bürgerlich Reto Wilk) ist ein Schweizer Songwriter, Sänger und Gitarrist. Stilistisch einordnen kann man ihn im Umfeld des Alternative Rock.

## Leben
Wilko ist das jüngstes Kind der Familie und hat drei ältere Schwestern. Früh wurde er beeinflusst von Bands und Künstlern wie The Beatles, David Bowie, Neil Young, Fleetwood Mac, Cat Stevens, The Beach Boys, Queen und Electric Light Orchestra. Im Alter von 12 Jahren machte Wilko an Klavier und Gitarre erste musikalische Erfahrungen. Später nahm er für kurze Zeit Keyboard- und Gesangs-Unterricht, bevor er mit 17 Jahren seine erste Fender Telecaster kaufte und ganz zur E-Gitarre wechselte.
Ray Wilko lebt mit seiner Lebenspartnerin und den gemeinsamen zwei Kindern in Bern, wo er als Texter, Konzepter und Musiker arbeitet.

## Karriere
Vor der Lancierung seiner Solokarriere spielte Wilko in den Berner Bands Morgenrot und Harry. Letztere veröffentlichte die EP Farewell und die beiden CDs Ballyhoo und Foto Sushi.
Wilko spielte 1995 bei der Produktion seines Debüt-Albums Subzero fast sämtliche Instrumente selber ein – mit Ausnahme von zwei Gastauftritten: ex-Harry-Bassistin Regula Frei ist auf dem Song It's a Funny World zu hören, Pianist Christian A. Müller auf The Olivia Case und Toningenieur Oli Bösch spielt Schlagzeug bei In Your Way sowie Backing Vocals bei Wally Wall und Snowflake. Nach anschließender Aufnahme der Songs wurden diese 1996 beim Label Killing Time veröffentlicht. Der Auftaktsong What's the Deal, Kim? wurde von  Radio SRF 3 gesendet. Bei den folgenden Live-Konzerten der rund 20 Konzerte umfassenden Schweizer Tour wirkten Samuel Mumenthaler (Schlagzeug), Stephan Stuwi Aebersold (Gitarre) und Regula Frei (ex-Harry; Bass) mit.
1998 – und nach dem Ende der Band Harry – begann Wilko mit dem Songwriting für sein zweites Album für das Label Disctrade/Earforce. Die Aufnahmen erfolgten im Startrack Studio in Schaffhausen (Produzent Tom Etter) und das Album wurde im Juli 1999 unter dem Titel Your Own Private veröffentlicht. Es erregte durch sein Cover Aufsehen: Wilkos Gesicht inmitten einer Vielzahl nackter Frauenfüsse. Mit dem Song Wherever I Go landete Wilko in der Schweiz einen Hit und gewann damit den Preis „Silberner Hase 1999“.
Im Verlauf der folgenden Tour ersetzte der frühere Harry-Schlagzeuger Kaspar Würgler (Pseudonym: Cab Strangler) Samuel Mumenthaler. In dieser Live-Formation folgte Wilko im März 2000 einer Einladung zum Festival South by Southwest in Austin (Texas) und erweiterte anschließend seine Auftritte in den USA um zehn Shows.
Während der Tour schrieb Wilko Songs für sein drittes Album Daktari, das im August 2002 auf dem Label Weltrekords und im Vertrieb von Sound Service erschien (Produzent Peter von Siebenthal). Auch hier spielte Wilko die Instrumente größtenteils selbst ein. Einige Basic-Tracks für Daktari wurden zusätzlich im Bieler Mazzivesound-Studio aufgenommen. Diese dritte CD markierte Wilkos Schritt hin zu Groove-betonten Songs im Stil von Beck Hansen mit Einflüssen von Weezer und David Bowie. Neues Bandmitglied wurde der Trompeter Thomas Knuchel (Pseudonym: Tommy Knuckles), der fortan in der Live-Band auch Keyboard und Percussion spielte. Die Single New Dimension wurde auf dem Westschweizer Radiosender Couleur3 in die A-Rotation (Les repérages Couleur3) gesetzt. Es folgten Auftritte in zahlreichen Clubs und auf Festivals sowie die Eröffnung des Festival-Samstag auf der Hauptbühne beim Gurtenfestival 2002.
Einen Grossteil der Songs für sein viertes Album Pinball schrieb Wilko 2003. Die Aufnahmen erfolgten 2003 in Justiniac in Frankreich (Produzent Peter von Siebenthal). Als neuer Schlagzeuger kam Kaspar Würgler dazu. Zurück in Bern wurde das Album im Studio von Peter von Siebenthal und unter Mitwirkung von Regula Frei (Pseudonym: Reg Fry), Stuwi Aebersold (Pseudonym: Stoo Oversold), Kaspar Würgler und Thomas Knuchel fertiggestellt und im März 2004 veröffentlicht (Weltrekords/Sound Service). Die Single Just Can't Cope schaffte es in die A-Rotation auf Radio SRF 3. Während der folgenden ausgedehnten Schweizer Tour mit einigen Festivalauftritten u. a. am Rock Oz’Arènes in Avenches wurde Wilko vom Schweizer Filmemacher Dodo Hunziker („Doklab“) begleitet. Hunziker hatte die Idee, den phasenweise steinigen Weg eines Schweizer Rock-Musikers im eigenen Land zu dokumentieren. Daraus entstand der Dokumentar-Film Wilko will, der 2008 auf DVD veröffentlicht wurde. Der Tourabschluss in der Mühle Hunziken wurde vom Schweizer Fernsehen SRF im November 2004 ausgestrahlt.
Im Februar 2008 erschien mit You And Me Wilkos fünftes Album (Weltrekords/Sound Service). Wilko skizzierte die Demos für das Album bewusst nur schemenhaft, damit so ein eigentliches Bandalbum entstehen konnte. Erstmals befinden sich mit Escape und Without The Sun auch zwei Kompositionen des langjährigen Leadgitarristen Stuwi Aebersold auf einem Wilko-Werk. In der Band gab es einen Wechsel: Der Schlagzeuger Kaspar Würgler wanderte nach der PINBALL-Tour nach Dänemark aus und wurde durch Peter Hertig (Pseudonym: Pit Lee) ersetzt. Das Album You And Me wurde 2007 im Berner Backyard Studio aufgenommen, produziert von Wilko und der Band. Die Tour dauerte bis Anfang 2010 und beinhaltete wiederum einige Höhepunkte wie einen Auftritt am Gurtenfestival 2008.
Anschließend wirkte Wilko an verschiedenen Einzelprojekten mit. 2012 nahm er für The LP Collection – Hidden Treasures of Underground Music unter dem Pseudonym „Katchaturian“ den selbstgeschriebenen Song This Is The End auf. Das Lied wurde 2013 mit einem Animations-Video auf YouTube sowie auf Bandcamp veröffentlicht.
2014 coverte Wilko den Song Robinson der holländischen Band Nits. Der Song ist Teil der 3-CD-Compilation Isnt Nits (Faze Records). Wilko produzierte zum Song ein Video für YouTube und präsentierte seine Interpretation im Schauspielhaus Zürich zusammen mit der Isnt Nits-Band im Beisein der Nits-Mitglieder Henk Hofstede, Rob Kloet und Robert Jan Stips.
Ebenfalls 2014 war Wilko kurzzeitiges Mitglied der Band The Cayman Islands mit Samuel Mumenthaler, Beat Lüthi und Peter von Siebenthal. Aus dieser Zeit stammt eine limitierte Single mit den Songs Tomorrow’s Clown und Railroad Tracks.
Unter dem Pseudonym „Nash Ville“ tritt Wilko seit 2001 häufig auch mit der Band TACO auf. Der Name ist die Abkürzung für The Alternative Country Organization, was gleichzeitig den Stil der Band beschreibt. TACO veröffentlichte 2015 die Debüt-CD Eleven Shells mit Eigenkompositionen der Bandmitglieder Bruno Dietrich (alias Hihat Earp) und den ehemaligen Wilko-Musikern Regula Frei (alias She Riff) und Stuwi Aebersold (alias Tea Bone).

## Filme
2003 erschien der Kinofilm November, das Debüt des Schweizer Filmemachers Luki Frieden. Zusammen mit Peter von Siebenthal wirkte Ray Wilko als Co-Komponist an Teilen der Filmmusik mit. Im Film wurden weitere Songs von Ray Wilko (ab DAKTARI) verwendet.
2008 erschien neben der Doku Wilko will der Kinofilm Das Geheimnis von Murk der Schweizer Regisseurin Sabine Boss. Ray Wilko singt den von Christian Sommerhalder geschriebenen Titelsong Homeland und ist mit weiteren Songs ab der CD PINBALL im Film präsent.

## Diskografie

### Ray Wilko
(Quelle: )
- 1996: Subzero (Killing Time/Zytglogge)
- 1999: Your Own Private (Disctrade)
- 2002: Daktari (Weltrekords/Sound Service)
- 2004: Pinball (Weltrekords/Sound Service)
- 2008: You And Me (Weltrekords/Sound Service)

### Mit der Band Harry
- 1992: Farewell (EP, Sound Service)
- 1994: Ballyhoo (CD, Sound Service)
- 1998: Foto Sushi (CD, Sound Service)

### Mit der Band The Cayman Islands
- 2014: Tomorrow’s Clown/Railroad Tracks (7"-Single)

### Mit der Band TACO
- 2015: Eleven Shells (CD, Endorphin/Irascible)